# Аль Колумбія
Аль Колумбія (народжений у 1970 році) — американський художник відомий своїми альтернативними коміксами у жанрах горору та чорного гумору. Його опубліковані роботи включають в себе серію коміксів The Biologic Show, графічну новелу/артбук Pim & Francie: The Golden Bear Days та такі короткі твори, як "I Was Killing When Killing Wasn't Cool" та "The Trumpets They Play!". Також він займався й іншими видами художнього мистецтва, в які входили живопис, ілюстрація, гравюра, фотографія, музика та кіно.

## Кар'єра

### Big Numbers
У віці 18 років, Колумбію найняли для допомоги Білу Сенкевичу в ілюструванні амбітної серії робіт Алана Мура Big Numbers. Коли Сенкевич покинув команду у 1990 році, після двох перших опублікованих випусків, Мур та його прихильники в Tundra Publishing попросили Колумбію стати головним та єдиними художником для коміксу. У 1992 році, Колумбія покинув проєкт після звинувачень у знищенні своєї ж роботи для Big Numbers #4. Колумбія відмовлявся говорити на цю тему протягом кількох років. У 1998 році, в листі до The Comics Journal він напише: "Я міг би з легкістю розпочати тираду про свій жахливий досвід роботи на Tundra, але мені більше до вподоби цікаві та суперечливі розповіді, що вже ходять в медіа". В наступних заявах, він підтвердив, що знищив свою роботу, яку зробив для коміксу, але заперечив претензії до інших головних фігур, задіяних у цьому фіаско.
У 2011 році, Сенкевич, у рефлексивній статті про досвід з роботою над Big Numbers, напише, що Колумбія давно примирився з тим, що сталося та те, що він задоволений тим, що це "приписують юнацькій легковажності".

### 90-ті
Першою опублікованою роботою Колумбії стала From Beyonde, розміщена в горор антології у 1991, спочатку під псевдонімом "Люсьєн", а вже згодом під його реальним ім'ям. Tundra проспонсорувала його перший комікс, невеличкий, але розкішно зроблений Doghead, опублікований у 1992 році. У 1993 році британський журнал Deadline опублікував його історії "The Biologic Show" та "Tar Frogs: A Pim and Francie Adventure".
У 1994 році Fantagraphics Books опублікували комікс Колумбії The Biologic Show #0, який містив перероблені версії двох випусків опублікованих в Deadline та декілька нових історій у схожому стилі. Він отримав рецензії та похвалу від інших карикатуристів, включаючи Майка Оллреда та Джима Вудрінга. The Biologic Show #1 видана у 1995 році, показала світові твір з персонажами Піма та Френсі, Peloria, який так і не був продовжений. Випуск #2 був рекламований, але ніколи не побачив світ. Також, у 1995 році, в антології від Fantagraphics "Zero Zero", була видана перша з двокольорових коротких історій написана Колумбією "I Was Killing When Killing Wasn't Cool". У цих роботах він почав використовувати стиль схожий на той, що використовувався у ранніх мультфільмах. В особливості він був схожий на роботи Fleischer Studios. У подальших роботах, таких як "Amnesia" (1997) та "Alfred the Great" (1999), Колумбія комбінував ці стилізовані малюнки персонажів з ретельно деталізованим фоном у техніці світлотіні створеним з допомогою змішаної техніки (включаючи акварель, акрилові фарби, чорнила та вугілля) та цифрових інструментів. У 1998 році, високо оцінена робота у цьому стилі "The Trumpets They Play!", на основі Об'явлення Івана Богослова, з'явилася у BLAB! #10. Окрім власних творів, Колумбія виконував кольороподіл для публікацій інших карикатуристів, зокрема Кріса Вера (Acme Novelty Library), Арчера Прювітта (Sof' Boy and Friends) та Катерін Доерті (Can of Worms).
Хоча Колумбія іноді й давав інтерв'ю в цей період свого життя, маленька кількість його опублікованих робіт та припинення публікації декількох робіт та антологічних публікацій, у поєднанні з невирішеними питаннями щодо долі Big Numbers, зробили його об'єктом численних спекуляцій. "Що сталося з Альфредом Колумбією?" стало таким частим питанням на онлайн форумах The Comics Journal, що, з часом, це питання стало локальним жартом в пізніших публікаціях медіа.